# Apoclea treibensis
Apoclea treibensis là một loài ruồi trong họ Asilidae. Apoclea treibensis được Theodor miêu tả năm 1980. Loài này phân bố ở vùng Cổ Bắc giới và châu Á.